# 令福帝姬
令福帝姬（1118年—1143年前），宋徽宗第29女。母王婉容。
《北狩见闻录》记载“二太子面请王婉容位帝姬，与黏罕次子作妇，许之。”可能就是令福公主。《靖康皇族陷虏记》仅记载截止至此书成文时(1143年之前），公主已故，且并未记载公主嫁给黏罕次子。有可能公主许婚后未及出嫁的年龄就已去世。

## 关联
- 帝姬